# Hadena inexpectata
Hadena inexpectata är en fjärilsart som beskrevs av Zoltan Varga 1979. Hadena inexpectata ingår i släktet Hadena och familjen nattflyn. Inga underarter finns listade i Catalogue of Life.